# Canthon formosus
Canthon formosus là một loài bọ cánh cứng trong họ Bọ hung (Scarabaeidae).